# Gypona brevipennis
Gypona brevipennis är en insektsart som beskrevs av Spångberg 1878. Gypona brevipennis ingår i släktet Gypona och familjen dvärgstritar. Inga underarter finns listade i Catalogue of Life.